# Waiting for the Sun
Waiting for the Sun ist das dritte Album der US-amerikanischen Rockband The Doors. Es erschien im Juli 1968 und war das erste und einzige Nummer-eins-Album der Band in den USA. Die gleichnamige stark mit Blues-Rock-Elementen gespickte Single wurde erst im Jahr 1970 auf dem Studioalbum Morrison Hotel veröffentlicht.

## Geschichte
Die Erwartungen nach dem Album Strange Days waren sehr hoch, so dass Waiting for the Sun von manchen zunächst als Enttäuschung bezeichnet wurde. Auch fiel das Songmaterial sanfter aus und enthielt Balladen wie Love Street, Summer’s Almost Gone, Wintertime Love und Yes, the River Knows. Bei Spanish Caravan spielt Robby Krieger, ein ausgebildeter Klassik-Gitarrist, eine Flamenco-Gitarre. Das Album wurde erstmals auch in Großbritannien erfolgreich, wo es Platz 16 erreichte.

## Cover
Die Hülle des Originalalbums ist als Klappcover ausgeführt. Auf den Innenseiten ist rechts eine farbige Zeichnung einer Eidechse mit dem Titel „The Celebration of the Lizard“ (Die Feier der Eidechse); auf der linken Seite ist der komplette Text einer „Theaterkomposition der Doors“ (Lyrics to a theatre composition by the Doors) abgedruckt. Gleichwohl ist dieses Stück nicht auf dem Album enthalten; es findet sich aber auf Live-Aufnahmen der Band, zuerst veröffentlicht auf dem Doppelalbum Absolutely Live (1970).

## Kritik
Die Seite Allmusic gab dem Album 3,5 von 5 Sternen und nannte es „quite enjoyable and diverse, just not as powerful a full-length statement as the group’s best albums“ (Recht angenehm und abwechslungsreich, aber nicht in der vollen Länge so kraftvoll wie die besten Alben der Gruppe).

## Titelliste
Alle Stücke wurden von The Doors (John Densmore, Robby Krieger, Ray Manzarek und Jim Morrison) geschrieben.

### Originalalbum
Seite eins:
1. Hello, I Love You – 2:14 (Der 40th Anniversary Mix enthält ein längeres Fade-out und hat eine Spieldauer von 2:39)
2. Love Street – 2:53
3. Not to Touch the Earth – 3:56
4. Summer’s Almost Gone – 3:22
5. Wintertime Love – 1:54
6. The Unknown Soldier – 3:23

Seite zwei:
1. Spanish Caravan – 3:03
2. My Wild Love – 3:01
3. We Could Be So Good Together – 2:26
4. Yes, the River Knows – 2:36
5. Five to One – 4:26

### Bonustitel der 40th Anniversary Edition
1. Albinoni’s Adagio in G minor – 4:32
2. Not to Touch the Earth (Dialogue) – 0:38
3. Not to Touch the Earth (Take 1) – 4:05
4. Not to Touch the Earth (Take 2) – 4:18
5. Celebration of the Lizard (An Experiment/Work in Progress) – 17:09